# Montecastrilli
Montecastrilli är en ort och kommun i provinsen Terni i regionen Umbrien i Italien. Kommunen hade 5 055 invånare (2018).